# Rettungsrakete

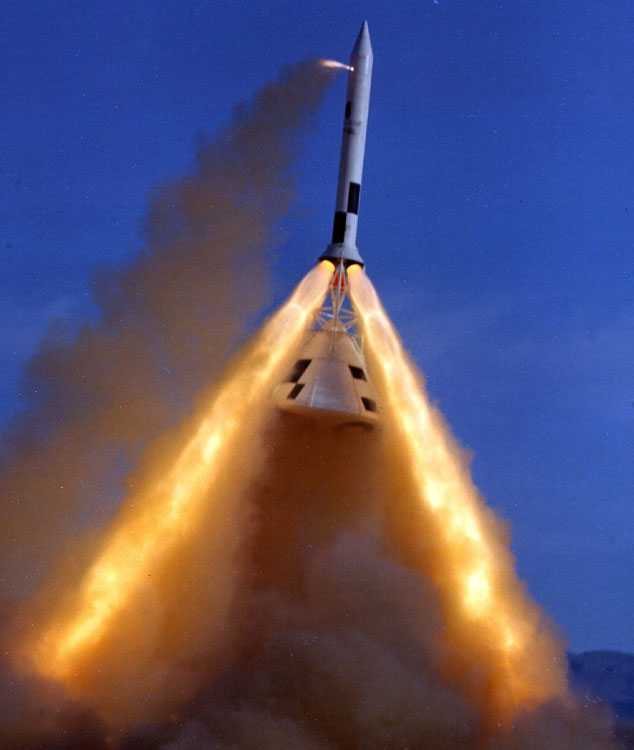
Apollo-Rettungsrakete (LES) mit gezündetem Pitch-Triebwerk in der Spitze

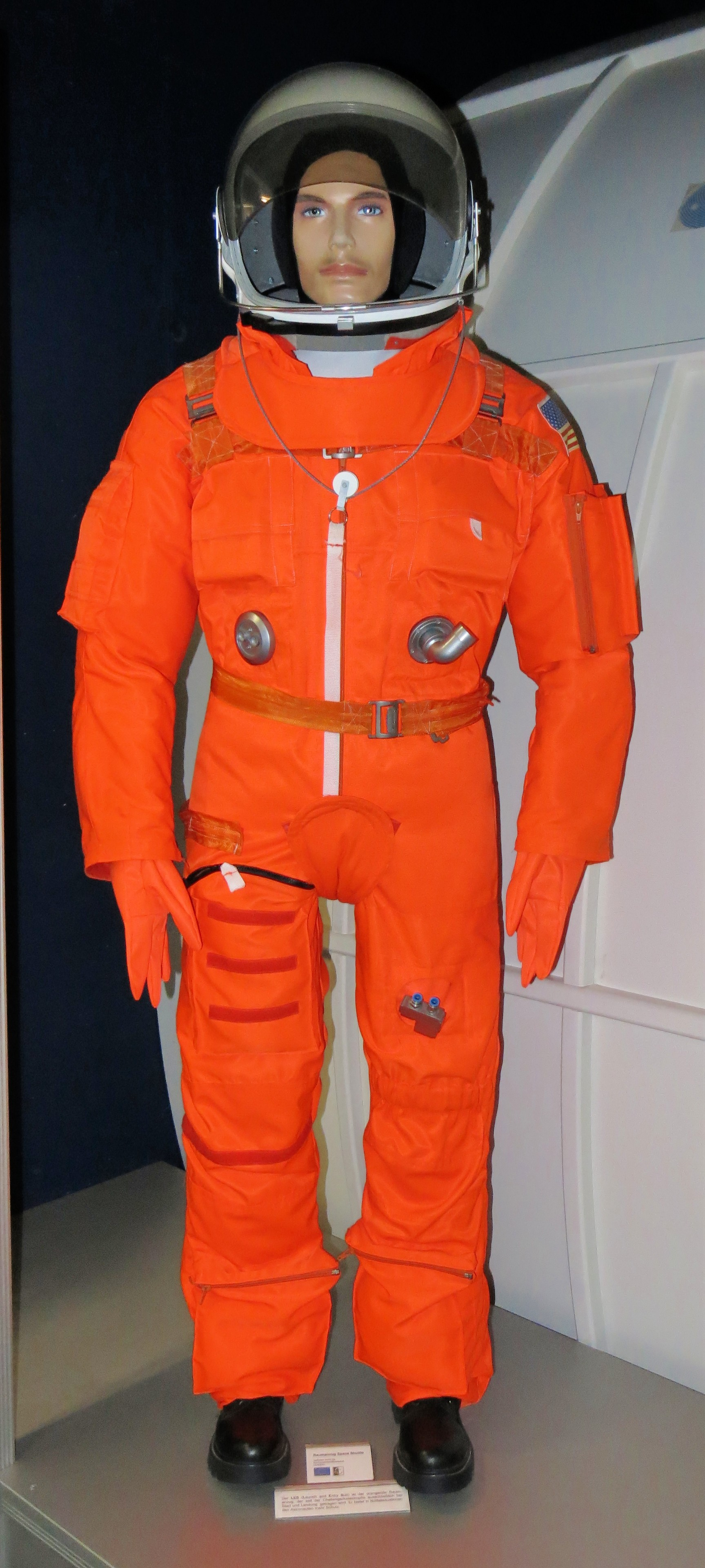
Launch and Entry Suit; wird ausschließlich bei Start und Landung getragen und bietet den Astronauten im Notfall mehr Schutz. Exponat Deutsche Raumfahrtausstellung

Eine Rettungsrakete – auch Rettungsturm genannt – ist eine Sicherheitseinrichtung für bemannte Raumschiffe. Sie wird vor dem Start auf der Spitze des Raumfahrzeugs montiert.

## Funktionsweise
Im Fall eines fatalen Versagens der Trägerrakete (z. B. Brand oder Explosion auf der Startrampe, Versagen des Antriebs in der Startphase o. ä.) hat die Rettungsrakete die Aufgabe, die abgesprengte Landekapsel bzw. das komplette Raumschiff aus dem Gefahrenbereich zu befördern, und, wenn nötig, so hoch zu tragen, dass die Hauptfallschirme der Landekapsel ausgelöst werden können. Die dabei auftretenden Beschleunigungskräfte sind so hoch, dass die betroffenen Raumfahrer bleibende Schäden erleiden können. Rettungsraketen verwenden dazu Feststoffraketen mit sehr hoher Schubkraft und kurzer Brennzeit.
Sobald es während des Aufstiegs der Rakete andere Rettungsmöglichkeiten für die Crew gibt, wird die Rettungsrakete von der Kapsel abgetrennt, um Gewicht zu sparen.

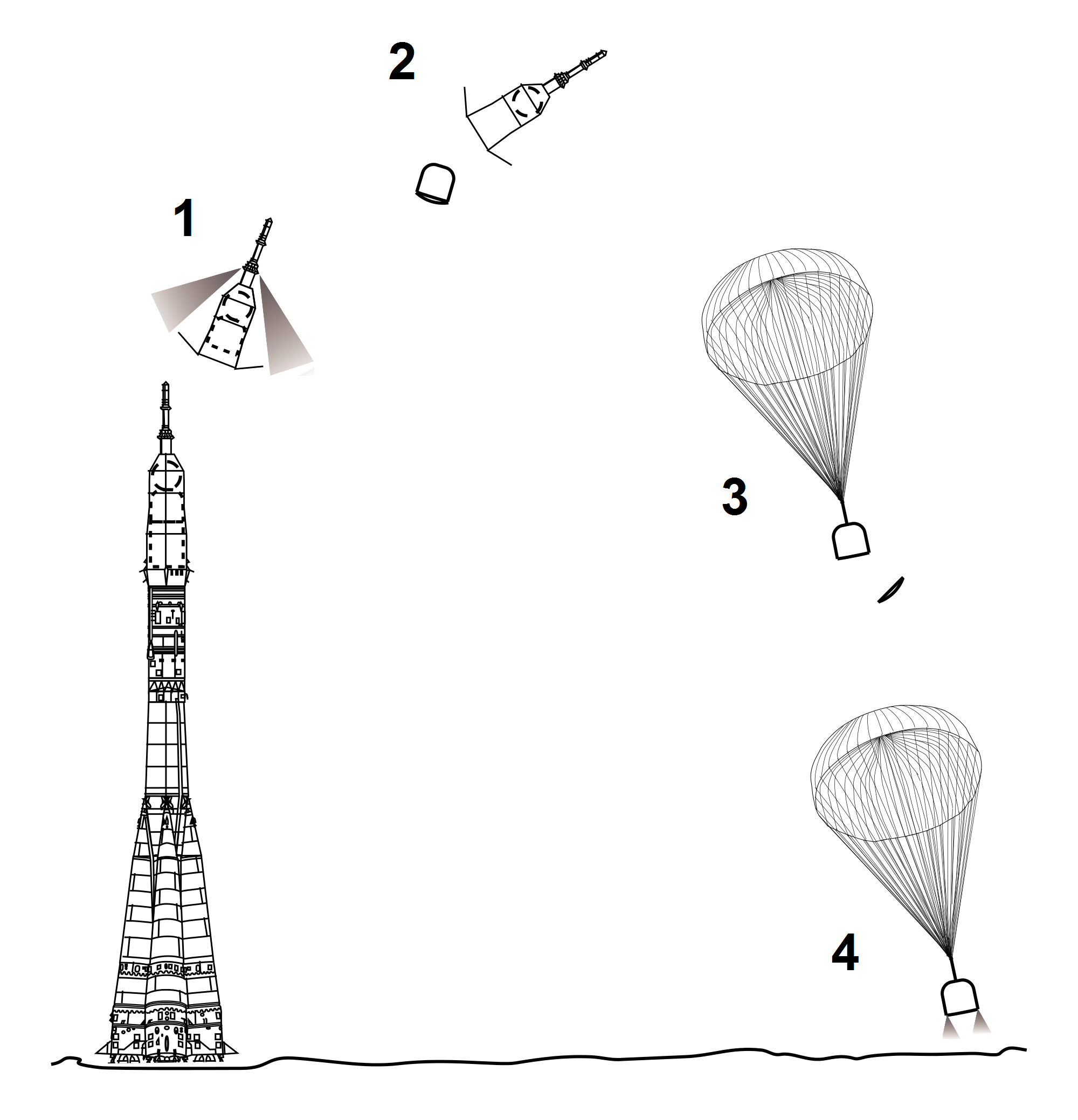
Sojus-Rettungsrakete (SAS)

## Einsätze
Bei folgenden Missionen wurde beispielsweise die Rettungsrakete ausgelöst:
- Kosmos am 14. Dezember 1966, unbemannter Test des Sojus-Raumschiffs. Nach dem Start der Triebwerke hob die Rakete aufgrund eines Defekts mangels ausreichend Schub nicht vom Starttisch ab. Während der folgenden Enttankung der Rakete zündete überraschend die Rettungsrakete, die die Unterstufe in Brand setzte. Bei der folgenden Explosion wurden Menschen verletzt und getötet. Durch die Erdrotation hatte sich die Lage der stehenden Rakete relativ zum Zeitpunkt des Starts der Triebwerke langsam verschoben. Das noch aktive Sicherheitssystem deutete dies ab einem gewissen Zeitpunkt fälschlicherweise als Anomalie und löste automatisch die Rettungsrakete aus. In diesem Fall führte also das Rettungssystem selbst zur Katastrophe.
- Sojus T-10-1 – 26. September 1983. Vor dem Start geriet die bereits aufgetankte und bemannte Rakete in Brand. Die Bodenmannschaft konnte die Rettungsrakete manuell per Funk auslösen, kurz bevor das Feuer die Rakete zur Explosion brachte. Die Sojus-Kapsel mit der Besatzung wurde dadurch gerettet.

## Alternative Lösungen

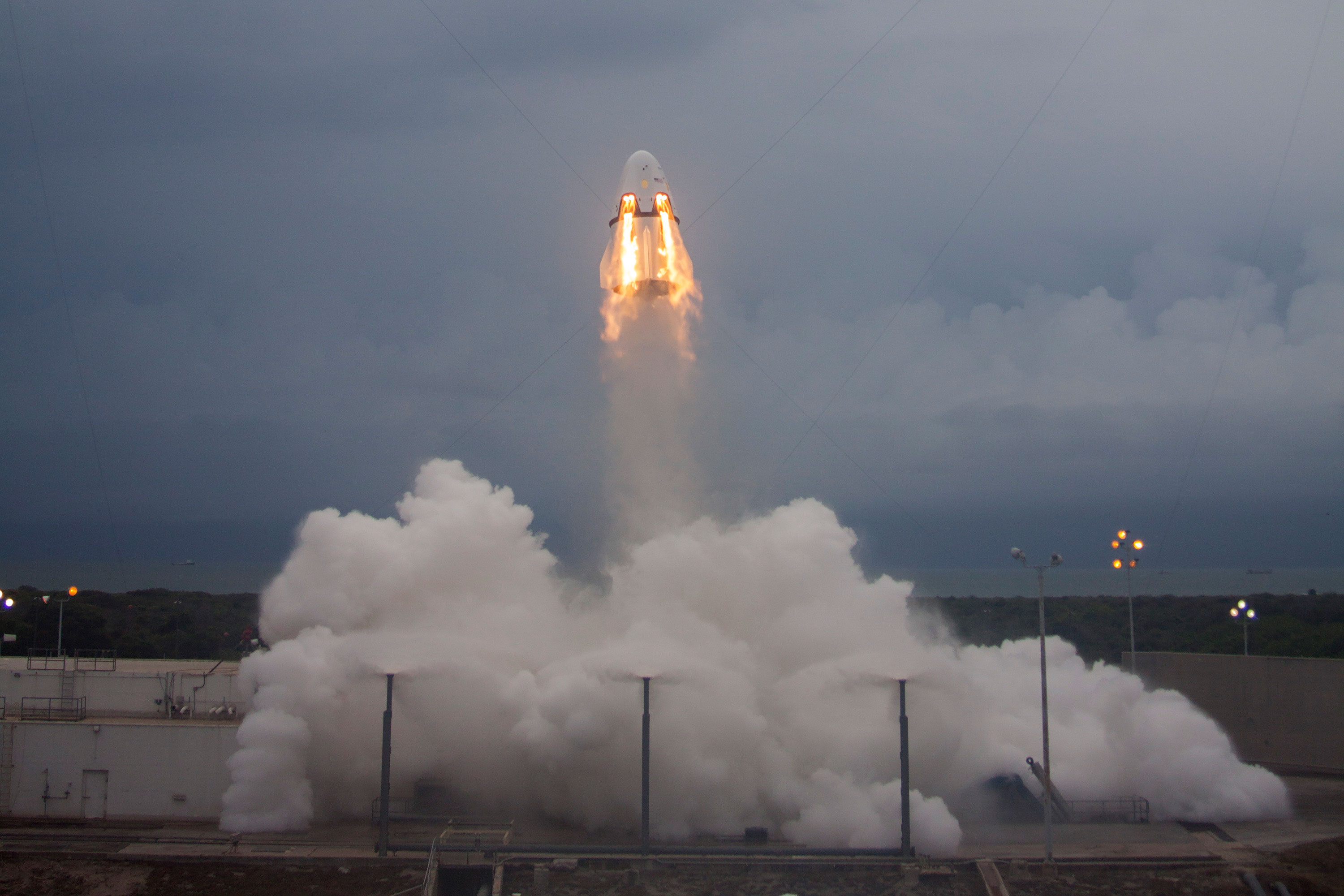
Crew Dragon mit acht integrierten SuperDraco-Triebwerken

Die Raumkapsel der Rakete New Shepard besitzt integrierte Triebwerke statt einer separaten Rettungsrakete. Eine entsprechende Technik kommt auch bei Raumschiffen Crew Dragon und CST-100 Starliner zum Einsatz.
Das Gemini-Raumschiff besaß anstelle einer Rettungsrakete ein von Raketen betriebenes Katapult (ROCAT) zum Auswurf der Schleudersitze beider Astronauten.
Die ausgeworfenen Sitze sollten dann an einem Ballute (Ballon-Fallschirm) zur Erde zurückgleiten. Dieses Rettungssystem geriet oft aus verschiedenen Gründen in Kritik, unter anderem da es nur in den ersten 40 Sekunden des Fluges verwendet hätte werden können. Die Aktivierung des Raketenkatapults in der hochreinen Sauerstoffatmosphäre des Raumschiffs hätte zudem einen katastrophalen Brand auslösen können. Das System musste niemals eingesetzt werden.

### Aktivierungen
Bei einem Raketenstart in Texas am 12. September 2022 von Blue Origin für den 23. Flug im Rahmen des Programms New Shepard – alle Flüge davor verliefen problemlos und transportierten 32 Menschen – stürzte die Trägerrakete fehlerhaft ab. Die unbemannte Kapsel wurde durch Aktivieren eines Notsystems von der Rakete abgetrennt und gerettet.